# Амбон (місто)
Амбон (індонез. Ambon) — місто в Індонезії, адміністративний центр провінції Малуку.

## Географія
Розташований у північній частині провінції, займає південну частину однойменного острова.

### Клімат
Місто знаходиться у зоні, котра характеризується вологим тропічним кліматом. Найтепліший місяць — січень із середньою температурою 28.3 °C (83 °F). Найхолодніший місяць — липень, із середньою температурою 25.6 °С (78 °F).
| Клімат Амбона           | Клімат Амбона | Клімат Амбона | Клімат Амбона | Клімат Амбона | Клімат Амбона | Клімат Амбона | Клімат Амбона | Клімат Амбона | Клімат Амбона | Клімат Амбона | Клімат Амбона | Клімат Амбона | Клімат Амбона |
| Показник                | Січ.          | Лют.          | Бер.          | Квіт.         | Трав.         | Черв.         | Лип.          | Серп.         | Вер.          | Жовт.         | Лист.         | Груд.         | Рік           |
| Абсолютний максимум, °C | 37            | 40            | 37            | 37            | 37            | 35            | 34            | 31            | 37            | 41            | 37            | 41            | 41            |
| Середній максимум, °C   | 30            | 30            | 30            | 30            | 28            | 27            | 27            | 27            | 28            | 29            | 30            | 30            | 29            |
| Середня температура, °C | 28            | 28            | 27            | 27            | 27            | 26            | 25            | 25            | 26            | 26            | 27            | 27            | 27            |
| Середній мінімум, °C    | 25            | 25            | 25            | 25            | 25            | 24            | 23            | 23            | 23            | 24            | 25            | 25            | 24            |
| Абсолютний мінімум, °C  | 18            | 20            | 22            | 22            | 21            | 19            | 18            | 18            | 19            | 18            | 20            | 21            | 18            |
| Норма опадів, мм        | 110           | 100           | 120           | 230           | 420           | 500           | 430           | 320           | 240           | 140           | 90            | 120           | 2960          |
| ----------------------- | ------------- | ------------- | ------------- | ------------- | ------------- | ------------- | ------------- | ------------- | ------------- | ------------- | ------------- | ------------- | ------------- |
| Джерело: Weatherbase    |               |               |               |               |               |               |               |               |               |               |               |               |               |